# Cinco Bayou
Cinco Bayou ist eine Stadt im Okaloosa County im US-Bundesstaat Florida. Das U.S. Census Bureau hat bei der Volkszählung 2020 eine Einwohnerzahl von 457 ermittelt. 

## Geographie
Cinco Bayou grenzt direkt an die Stadt Fort Walton Beach sowie an die Choctawhatchee Bay. Die Stadt liegt rund 40 km südlich von Crestview sowie etwa 80 km östlich von Pensacola.

## Demographische Daten
Laut der Volkszählung 2010 verteilten sich die damaligen 383 Einwohner auf 229 Haushalte. Die Bevölkerungsdichte lag bei 766,0 Einw./km². 78,6 % der Bevölkerung bezeichneten sich als Weiße, 9,7 % als Afroamerikaner und 5,5 % als Asian Americans. 3,7 % gaben die Angehörigkeit zu einer anderen Ethnie und 2,6 % zu mehreren Ethnien an. 6,0 % der Bevölkerung bestand aus Hispanics oder Latinos.
Im Jahr 2010 lebten in 14,5 % aller Haushalte Kinder unter 18 Jahren sowie 29,9 % aller Haushalte Personen mit mindestens 65 Jahren. 40,7 % der Haushalte waren Familienhaushalte (bestehend aus verheirateten Paaren mit oder ohne Nachkommen bzw. einem Elternteil mit Nachkomme). Die durchschnittliche Größe eines Haushalts lag bei 1,73 Personen und die durchschnittliche Familiengröße bei 2,42 Personen.
13,3 % der Bevölkerung waren jünger als 20 Jahre, 30,5 % waren 20 bis 39 Jahre alt, 26,9 % waren 40 bis 59 Jahre alt und 29,3 % waren mindestens 60 Jahre alt. Das mittlere Alter betrug 44 Jahre. 52,7 % der Bevölkerung waren männlich und 47,3 % weiblich.
Das durchschnittliche Jahreseinkommen lag bei 48.929 $, dabei lebten 31,3 % der Bevölkerung unter der Armutsgrenze.
Im Jahr 2000 war Englisch die Muttersprache von 96,88 % der Bevölkerung und spanisch sprachen 3,13 %.

## Verkehr
Cinco Bayou wird von den Florida State Roads 85 und 189 durchquert bzw. tangiert. Die nächsten Flughäfen sind der Destin–Fort Walton Beach Airport (rund 10 km nordöstlich) und der Pensacola International Airport (rund 80 km westlich).